# Municipio 5 (condado de Rooks)
El municipio 5 (en inglés: Township 5) es un municipio ubicado en el condado de Rooks en el estado estadounidense de Kansas. En el año 2010 tenía una población de 59 habitantes y una densidad poblacional de 0,21 personas por km².

## Geografía
El municipio 5 se encuentra ubicado en las coordenadas 39°29′32″N 99°30′9″O / 39.49222, -99.50250. Según la Oficina del Censo de los Estados Unidos, el municipio tiene una superficie total de 276.76 km², de la cual 276.62 km² corresponden a tierra firme y (0.05%) 0.13 km² es agua.

## Demografía
Según el censo de 2010, había 59 personas residiendo en el municipio 5. La densidad de población era de 0,21 hab./km². De los 59 habitantes del municipio 5, el 96.61% eran blancos, el 1.69% eran amerindios y el 1.69% pertenecían a dos o más razas. Del total de la población el 5.08% eran hispanos o latinos de cualquier raza.